# Ooencyrtus latiscapus
Ooencyrtus latiscapus är en stekelart som beskrevs av Charles Joseph Gahan 1927. Ooencyrtus latiscapus ingår i släktet Ooencyrtus och familjen sköldlussteklar.
Artens utbredningsområde är:
- Costa Rica.
- Kuba.

Inga underarter finns listade i Catalogue of Life.